# Angelica acutiloba
Angelica acutiloba es una especie de planta fanerógama de la familia de las umbelíferas, nativa del norte central de Japón. 

## Descripción
Plantas resistentes al frío, alcanzan una altura de 60 a 90 cm. Tallos y hojas de color rojo, las hojas complejas con un borde dentado. Desde el verano al otoño, presenta una floración en umbela con pequeñas flores blancas. Con una fragancia fuerte similar al apio. 

## Hábitat
Crecen silvestres en las montañas del norte central de Honshu, Japón. 

## Usos
Planta que se utiliza en la medicina tradicional china. En la farmacopea japonesa se denomina como "Touki". Sus raíces aumentan la circulación sanguínea, eficaz para aliviar el dolor causado por la hiperemia. 
Puede producir pus y formación de granulomas. 

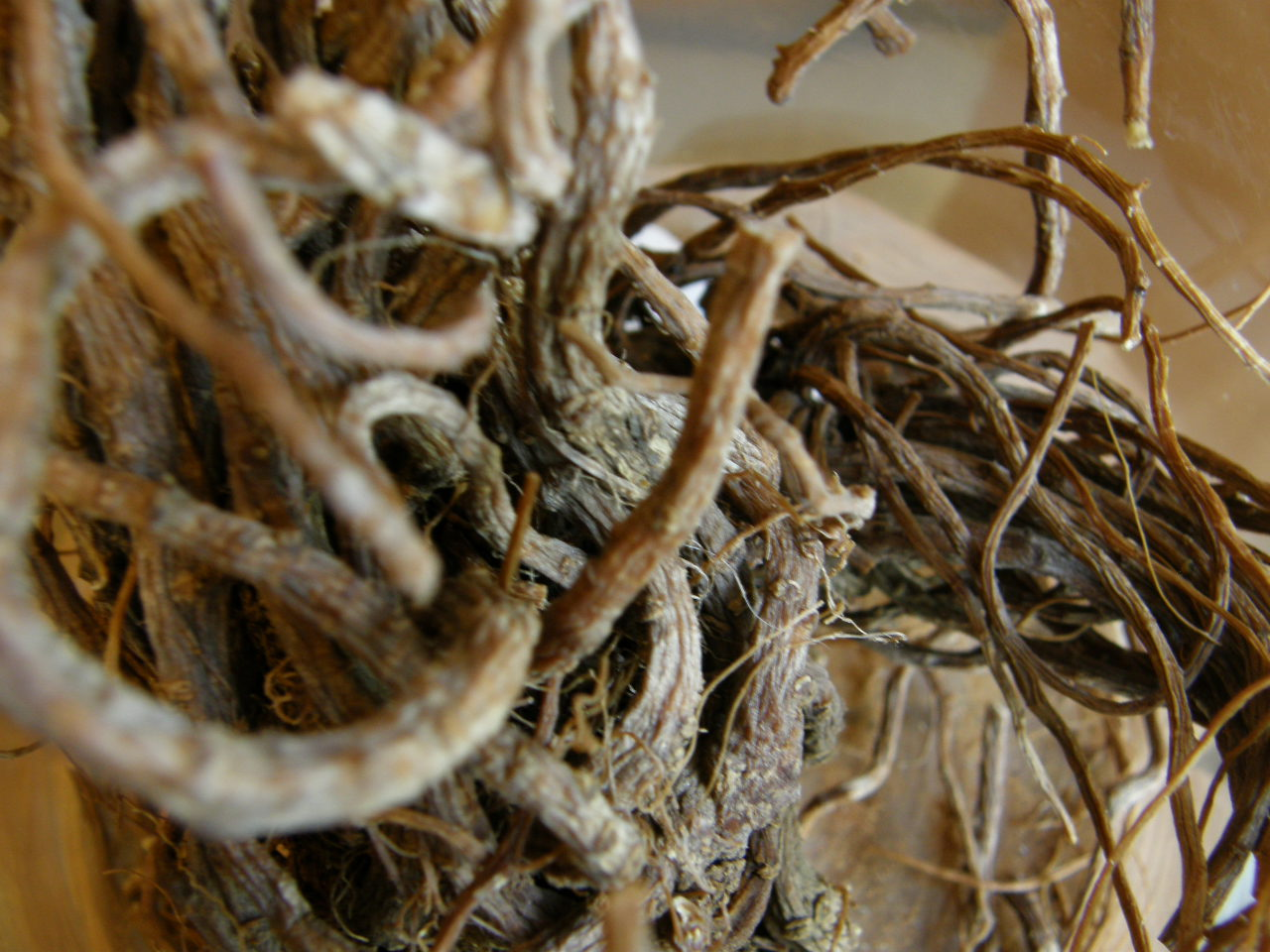
Raíz

## Taxonomía
Angelica acutiloba fue descrita por (Siebold & Zucc.) Kitag. 1937 y publicado en Botanical Magazine 51(607): 658. 1937.
Etimología
Ver: Angelica
acutiloba: epíteto que significa "con lóbulos puntiagudos".
Sinonimia
- Ligusticum acutilobum Siebold & Zucc. basónimo[3]